# Laufferiella nigrescens
Laufferiella nigrescens är en tvåvingeart som beskrevs av Tschorsnig 1997. Laufferiella nigrescens ingår i släktet Laufferiella och familjen parasitflugor. Inga underarter finns listade i Catalogue of Life.